# Svømmekrabber
Svømmekrabber (Liocarcinus) er en slægt af krabber, der kendes på at det bageste par gangben er udviklet til svømmeben. Svømmekrabber er rovdyr, der lever af alle bunddyr, der er mindre end den selv. Det er hurtige svømmere. 
Svømmekrabberne kræver ret stor saltholdighed, og derfor lever de i Danmarks indre farvande på dybere vand, der er mere saltholdigt. De kan leve i helt op til 100 meters dybde.

## Arter
De danske arter:
- Liocarcinus depurator (Almindelig svømmekrabbe) Skjoldet er op til cirka 45 millimeter bredt, men er oftest mindre. Den ligner en lille strandkrabbe. Den almindeligste dybde er 35 meter, men langs Vadehavet lever den på lavt vand.
- Liocarcinus holsatus (Glat svømmekrabbe) Skjoldet op til 40 millimeter langt. Den kendes på sit glatte skjold.
- Liocarcinus navigator (synonym: Portunus arcuatus) Skjoldet er op til 25 millimeter.
- Liocarcinus pusillus Skjoldet er op til 15 millimeter.

## Billeder
- L. navigator
- L. holsatus
- L. depurator
- L. pusillus